# Ла-Эсперанса (Жужуй)
Ла-Эсперанса (исп. La Esperanza) — город в провинции Жужуй, Аргентина.

## Расположение
Находится в долине реки Сан-Франсиску.

## Климат
Климат влажный и субтропический.

## Экономика
Экономическую поддержку региона составляет выращивание технических культур, в основном сахарного тростника.

## Население
В 1991 году в городе проживало 5666 жителей. Через 10 лет, в 2001 году население упало на 13,27% — в городе жили 5002 чел.